# Hannes Finsen

Hannes Finsen

Hannes Kristján Steingrímur Finsen (* 13. Mai 1828 in Reykjavík, Island; † 18. November 1892 in Ribe, Dänemark) war ein isländischer Jurist und hoher Beamter im Dienste Dänemarks, u. a. Amtmann der Färöer.

## Leben
Hannes wurde 1828 als Sohn von Maria Nicolina Óladóttir, geborene Møller, und Ólafur Hannesson Finsen aus Reykjavík geboren. Er war später in erster Ehe verheiratet mit Johanne Sofie Caroline Christine, geb. Formann aus Falster, danach mit deren Cousine Birgitta Kirstine (1840–1930, geb. Formann aus Dronninglund). Zusammen mit Johanne Sofie hatte er vier Kinder: Olaf Finsen (Apotheker und Bürgermeister von Tórshavn/Färöer) und Niels Ryberg Finsen (Medizinnobelpreisträger), Elisabeth Finsen und Vilhelm Hannes Finsen. Mit Birgitta Kirstine hatte er sechs weitere Kinder. Alle Kinder sind in Tórshavn geboren.
Hannes Finsen machte 1848 sein Abitur, studierte Jura und schloss 1856 als cand. jur. ab. Im Anschluss arbeitete er bis 1858 in Kopenhagen in der dänischen Regierungsabteilung für Island. Danach ging er auf die Färöer, wo er bis 1871 Landvoigt war, und dann Amtmann der Färöer bis 1884. In dieser Eigenschaft war er auch Vorsitzender des Løgtings.
Als man 1874 begann, die alte St. Olavs-Kirche von Kirkjubøur zu renovieren, setzte sich Hannes Finsen gemeinsam mit V. U. Hammershaimb dafür ein, das wertvolle Kirchengestühl aus dem 15. Jahrhundert zu retten und ins Dänische Nationalmuseum zu bringen, wo es im Jahr darauf ankam. Erst 2002 wurde es zurückgeführt und gilt als wertvollstes Kleinod des Landes, das im Historischen Museum Tórshavn ausgestellt ist. Als Teil der Baudenkmäler in Kirkjubøur steht es heute auf der Anwärterliste zum UNESCO-Weltkulturerbe.
1884 ging Hannes Finsen nach Ribe, wo er bis zu seinem Tode 1892 Stiftsamtmann war.